# Money as Debt
Money as Debt (укр. Гроші - боргова піраміда) —  короткометражний  анімаційний документальний фільм  Канадського митця  і режисера Пола Гріньона про грошово-кредитну систему, що використовується в сучасній банківській системі.  Фільм розповідає про процес створення грошей банками, їх історичне минуле, та попереджає про нестійкість сучасної грошової системи. 